# *pnish*
*pnish*（パニッシュ）は日本の演劇ユニットで、1997年に結成された。2001年7月1日に活動を開始する。目標は、“気軽に観る事ができて、楽しい舞台”である。目指すのは、青山劇場での公演である。

## メンバー
- 佐野大樹（リーダー）
- 森山栄治（副リーダー）
- 鷲尾昇
- 土屋佑壱

旧メンバー
- 吉田直史（本公演vol.1 - 3、on vol.1、room vol.1 - 2まで参加）
- 西川たけし（本公演vol.1まで参加）

## 公演
*pnish*公演は以下の4つが上演されている。ちなみに本人達の掲げる目標・青山劇場の席数は、1200。
本公演
演劇舞台。毎回ゲストを交えての、笑いあり感動ありの舞台。現在vol.16まで上演されている。
- vol.01 - 05 : シアターVアカサカ(席数248)
- vol.05 : 東京芸術劇場
- vol.06 : シアターサンモール(294)
- vol.07 : 全労済ホールスペース・ゼロ(575)
- vol.08 : 池袋サンシャイン劇場(832)
- vol.09 : 東京芸術劇場(841)、兵庫県立芸術文化センター(800)
- vol.10 : 天王洲銀河劇場(746)、梅田芸術劇場、シアター・ドラマシティ
- vol.11 : 池袋サンシャイン劇場(832)、新神戸オリエンタル劇場(639)、名古屋市芸術創造センター(640)
- vol.12 : 天王洲銀河劇場(746)、新神戸オリエンタル劇場(639)
- vol.13 : 池袋サンシャイン劇場(832)、新神戸オリエンタル劇場(639)、名古屋テレピアホール(504)、札幌道新ホール(700)
- vol.14 : AiiA 2.5 Theater Tokyo(830)、新神戸オリエンタル劇場(639)
- vol.15 : 池袋サンシャイン劇場(832)、新神戸オリエンタル劇場(639)
- vol.16 : 赤坂RED/THEATER(173)

on公演
コント＆ダンスの舞台。現在vol.8まで上演されている。

room公演
トーク舞台。現在vol.8まで上演されている。

HAPPY *pnish* BIRTHDAY
2005年から7月1日にほぼ毎年行われている、一日限りの*pnish*の誕生日イベント。通称ハピパニ。

### 公演一覧
- 2001.10 - 本公演 vol.1「パニックラッシュ」
- 2002.06 - 本公演 vol.2「パニックダンス!?」
- 2002.09 - room vol.1
- 2002.12 - room vol.2
- 2003.01 - 本公演 vol.3「パニックナイン」（特別イベントとして、on vol.1を上演）
- 2003.07 - room vol.3
- 2003.10 - on vol.2
- 2004.01 - 本公演 vol.4「パニックカフェ」
- 2004.03 - on vol.3
- 2004.05 - 本公演 vol.5「パニックエイジ」（栄治抜けて）
- 2004.10 - room vol.4
- 2005.02 - 本公演 vol.6「モンスターボックス」
- 2005.05 - プロデュース公演「六惡党」
- 2005.07 - HAPPY *pnish* BIRTHDAY 4th
- 2005.09 - on vol.4
- 2005.11 - room vol.5
- 2006.02 - プロデュース公演「Kiss Me You 〜がんばったシンプー達へ」（土屋抜けて）
- 2006.07 - HAPPY *pnish* BIRTHDAY 5th
- 2006.07 - 本公演 vol.7「トレジャーボックス」（演出：きだつよし）
- 2006.09 - 本公演 vol.8「ワンダーボックス」（演出：井関佳子）
- 2006.10 - Song & Dance「田園に死す」(メンバー全員客演として出演)
- 2006.12 - on vol.5
- 2007.07 - HAPPY *pnish* BIRTHDAY 6th
- 2007.09 - 本公演 vol.9「シークレットボックス」（演出：井関佳子）
- 2007.12 - on vol.6
- 2008.04 - *pnish*プロデュース vol.3「リバースヒストリカ」（佐野と栄治出演）
- 2008.04 - *pnish*プロデュース vol.4「その鉄塔に男たちはいるという」（土屋と鷲尾出演）
- 2008.06 - 本公演 vol.10「サムライモード」
- 2008.07 - HAPPY *pnish* BIRTHDAY 7th
- 2008.10 - room vol.6
- 2009.07 - on vol.7
- 2009.10 - 本公演 vol.11「マハラジャモード」（演出：井関佳子）
- 2010.02 - room vol.7
- 2010.07 - HAPPY *pnish* BIRTHDAY 9th
- 2010.10 - 本公演 vol.12「ウエスタンモード」（演出：森崎博之（TEAM NACS））
- 2011.05 - TEAM NACS 15th project「LOOSER 6」
- 2011.07 - HAPPY *pnish* BIRTHDAY 10th
- 2011.11 - 本公演 vol.13「トラベルモード」（演出：毛利亘宏)
- 2012.07 - room vol.8（土屋さん最後の一日だけ出演）
- 2012.10 - on vol.8
- 2012.10 - room 出張篇 in 名古屋
- 2013.06 - プロデュース公演「Radio Killed the Radio Star」（作・演出：浅沼晋太郎）
- 2015.04 - 本公演 vol.14「魔王 JUVENILE REMIX」（作・演出：鈴木勝秀）
- 2016.07 - HAPPY *pnish* BIRTHDAY 15th
- 2016.09 - 本公演 vol.15「サムライモード」（脚色・演出：鈴木勝秀）[1]
- 2021.06 - 本公演 vol.16「*pnish*（パニッシュ）」（作・演出：村井雄）

## その他

### ラジオ
- *pnish*のパニックスタジオ（2004年12月から2008年6月まで、レインボータウンFM、通称パニスタ）

### 写真集
- *pnish* panic days!（フォトブック）
- *pnish* panic days!2 飛べ！パニッシュ（フォトブック第2弾）

### TV
- 「ほっとけナイ！*pnish* TV」（2007年4月から一年間放送、DVD版あり、通称ナイパニ）
- 「いんぷろ…。」（2010年7月から放送、DVD版あり）